# Siang Ťing-jü
Siang Ťing-jü (čínsky pchin-jinem Xiàng Jǐngyǔ, znaky 向警予; 4. září 1895 – 1. května 1928) byla čínská komunistická revolucionářka, od roku 1922 členka Komunistické strany Číny, od roku 1922 členka jejího vedení, do roku 1925 vedoucí ženského oddělení ústředního výkonného výboru. Angažovala se v ženském hnutí a v odborové práci, roku 1927 byla zatčena a kuomintangskými úřady popravena.

## Život
Siang Ťing-jü se narodila 4. září 1895 v okrese Sü-pchu ležícím na západě centrální části provincie Chu-nan jako Siang Ťün-sien  (čínsky pchin-jinem Xiàng Jùnxián, znaky 向俊贤), deváté dítě (z desíti) úspěšného obchodníka Siang Žuej-linga. Její matka Teng Jü-kuej zemřela, když byla Siang Ťing-jü ještě malá. Rodina Siang Žuej-linga byla pokroková, tři z jeho synů studovali v Japonsku, jeden z nich, Siang Sien-jüe, se stal vůdcem Čínské aliance v západním Chu-nanu a roku 1903 založil školu ve Wen-čchang-ke, kterou od roku 1907 navštěvovala i Siang Ťing-jü (předtím čtyři roky navštěvovala místní základní školu). Roku 1912 odešla na střední školu do Čchang-ša, hlavního města provincie Chu-nan, kde zprvu navštěvovala První provinční ženskou normální školu, ale roku 2015 s dalšími studentkami přešla do ženské školy Čou-nan za oblíbeným pokrokovým učitelem propuštěným z První provinční ženské normální školy. Na škole Čou-nan si změnila jména na Siang Ťing-jü, získala přezdívku Mo-c’, po starověkém filozofovi, kterého si oblíbila pro jeho rovnostářství a odpor proti rozhazovačným elitám. Její spolužačka Cchaj Čchang ji seznámila se svým bratrem Cchaj Che-senem a jeho přítelem Mao Ce-tungem, kteří také studovali v Čchang-ša, Siang Ťing-jü s nimi sdílela přesvědčení, že především moderní vzdělání je nutné modernizaci a obrodě Číny.
Po absolvování školy roku 1916 se vrátila do Sü-pchu, kde s podporou rodiny založila ženskou základní školu (pro druhý stupeň) a stala se její ředitelkou. Začínala s jednou třídou a několika desítkami žáků, školu však rychle rozšiřovala a počet studentů dosáhl až tří set. Nicméně s úspěšným fungováním školy se v zapadlém okrese cítila stranou dění a nevytížená. V létě 1919 organizovala v Sü-pchu demonstrace v rámci hnutí čtvrtého května, pak opustila školu a odjela do Čchang-ša, a připojila se k Cchaj Che-senovi a dalším (Mao Ce-tung), kteří předešlý rok založili Novou lidovou studijní společnost, které se stala jednou z prvních ženských členek. V čchang-ša se podílala na akcích hnutí čtvrtého května, i na boji za ženská práva, mimo jiné brojila proti sňatkům dohodnutým rodiči. takový sňatek odmítla i osobně (když její otec podpořil žádost o její ruku ze strany místního důstojníka).
V prosinci 1919 s Cchaj Čchang, Cchaj Che-senem, jejich matkou a dalšími odjela do Francie na studia. Během cesty si vyznali lásku s Cchaj Che-senem a ve Francii spolu žili (formálně, úředně, sňatek neuzavřeli, Siang Ťing-jü oficiální manželství odmítala jako buržoazní instituci k utlačování žen). Ve Francii žili v Montargis. Cchaj Che-sen a pod jeho vlivem i Siang Ťing-jü se přiklonili k marxismu, krátce pracovala v továrně, naučila se francouzsky a s mužem se podíleli na organizaci čínské komunistické společnosti ve Francii (ze které se roku 1922 stala pobočka KS Číny). Za komunistickou politickou činnost byli roku 1921 ze země vyhoštěni a vrátili se do Číny.
Roku 1922 Siang Ťing-jü vstoupila do Komunistické strany Číny a stala se jednou z prvních členek strany. Na II. sjezdu KS Číny v červenci 1922 byla zvolena kandidátkou ústředního výkonného výboru a pověřena vedením stranické práce v ženské problematice, je uváděna jako vedoucí ženského oddělení ústředního výkonného výboru, nicméně o činnosti oddělení roku 1922 prakticky neexistují doklady, zřejmě vzniklo až roku 1923 se Siang Ťing-jü v čele. S manželem měla roku 1922 dceru a roku 1924 syna, které předala tchyni v Chu-nanu a věnovala se stranické práci v Šanghaji. Snažila se navázat kontakty s dělnicemi, zejména v hedvábnickém a tabákovém průmyslu; napsala řadu článků, v nichž zpracovávala problémy čínských žen. V těchto článcích vyzývala čínské ženy ke sjednocení a boji za osvobození své i celého národa. Kladla velký důraz na vzdělávání žen. Po vytvoření Jednotné fronty s Kuomintangem v roce 1923 se stala redaktorkou Ženského týdeníku, přílohy kuomintangských novin Republikánský deník a spoluzakládala ženské hnutí, Čínskou ženskou alianci, která v roce 1927 měla už 300 tisíc členek.
Byla energická a rozhodná, výřečná, neochvějně hájící své názory, oddaná revoluční činnosti tak, že přitom nedbala o svůj vzhled a oděv. V roce 1924 vedla stávku, do níž se zapojilo asi deset tisíc dělnic z šanghajských továren na hedvábí, organizovala i stávky v továrnách tabákového průmyslu. Sehrála aktivní roli ve stávkách a protestech hnutí třicátého května 1925.
V květnu 1925 byla přibrána do ústředního výkonného výboru a je uváděna i jako členka jeho ústředního byra. Zatímco manžel služebně pobýval v Pekingu, ona zatím v Šanghaji začala žít s jiným členem vedení KS Číny, Pcheng Šu-č’em. Když jejich vztah vyšel najevo, stal se předmětem ostré kritiky, jako případ nedostatku patřičné morální úrovně. Vůdce komunistů Čchen Tu-siou ubránil svého blízkého spolupracovníka Pcheng Šu-č’a před odvoláním z funkcí (požadovaným rozzuřeným Cchaj Che-senem), Siang Ťing-jü však musela opustit úřad vedoucí ženského oddělení ústředního výkonného výboru. Záležitost přispěla k vyostření politických sporů mezi Čchen Tu-siouem a Pcheng Šu-č’em na straně jedné a Cchaj Che-senem s Čchü Čchiou-pajem na straně druhé.
V říjnu 1925 byl Cchaj Che-sen vyslán do Moskvy jako představitel KS Číny v Kominterně a Siang Ťing-jü odjela s ním na další studia na Univerzitě pracujících Východu. V Moskvě na Cchaj Che-senovy pokusy o omezení jejího písemného styku s Pcheng Šu-č’em reagovala definitivním odchodem ze společné domácnosti a navázala vztah s mongolským soudruhem (k úžasu svých čínských kolegů).
V březnu 1927 se vrátila zpět do Číny, navštívila děti a byla přidělena do Wu-chanu jako vedoucí oddělení propagandy tamních odborů. Ve Wu-chanu zůstala i po přechodu komunistů do ilegality v červenci, intenzivně se věnovala práci pro stranu, takřka nespala a jedla jen málo, takže se jí zhoršilo zdraví. Dne 20. března 1928 ji zatkla policie ve francouzské koncesi ve Wu-chanu, francouzští úředníci ji v dubnu předali kuomintangským úřadům. Prvního května téhož roku byla popravena zastřelením.
V Čínské lidové republice je vyzdvihována jako mučedník revoluce a příkladná komunistka.